# Dinamikus tömörség és teherbírás
Dinamikus tömörség és teherbírás vizsgálat a dinamikus FWD1 (Falling Weight Deflectometer) módszer alkalmazása a földművek megfelelő építési paramétereinek, minőségének meghatározására az építőmérnöki gyakorlatban, vasút, autópálya és vízépítési töltéseknél, földmunkáknál, híd-háttöltéseknél, közmű visszatöltéseknél.
Dinamikus teherbírási modulus számítása a Boussinesq-féle képlettel, az ÚT2-2.124 és CWA 15846 szerint, az alábbi kifejezésből történik:
{\displaystyle E_{d}={\frac {c}{s}}(1-\mu ^{2})p_{din}\cdot r}, ahol:
- c = π/2 merev, vagy c=2 hajlékony Boussisnesq-féle tárcsaszorzó (választható)
- s = tárcsa közepének függőleges elmozdulása (mért érték)
- µ = a mért anyagra jellemző Poisson-tényező (választható)
- {\displaystyle P_{din}} = dinamikus tárcsa alatti terhelés, {\displaystyle P_{din}}= {\displaystyle F_{din}} /A (alapadat 0,35 N/mm2)
- A = tárcsa felülete (tárolt alapadat)
- r = tárcsa sugara (alapadat)
- {\displaystyle F_{din}} = {\displaystyle {\sqrt {2mghK}}} dinamikus terhelő erő (kalibrált, beállított érték)

ahol:
- m = az ejtősúly tömege (tárolt alapadat)
- h = az ejtési magasság (beállított érték)
- g = nehézségi gyorsulás az adott szélességi fokon (LAT-tárolt alapadat)
- K = rugóállandó (tárolt alapadat)

Dinamikus tömörségi fok az adott víztartalom mellett mért helyszíni relatív tömörségi fok és a nedvesség-korrekciós tényező szorzata:

T{\displaystyle _{rd}}%= T{\displaystyle _{rE}}%* T{\displaystyle _{rw}} [%]
Ahol: T{\displaystyle _{rE}}% helyszíni relatív tömörségi fok csak a tömörítő munkától függ ( a tömörítő henger munkavégzését minősíti) az adott víztartalomnál. T{\displaystyle _{rw}} az adott szemcsés anyag (talaj) nedves viselkedését jellemző tényező T{\displaystyle _{rw}}= ρ{\displaystyle _{di}} / ρ{\displaystyle _{dmax.}} értéke mindig ≤ 1,0
A dinamikus helyszíni relatív tömörségi fok (T{\displaystyle _{rE}} %) a kistárcsás SP-LFWD az ejtősúly 10-18 leejtésének hatására létrejött tömörödési görbéből számítható az ÚT2-2.124 és CWA 15846 szerint, a deformációs mutatóból. A mért süllyedési görbéből számított relatív helyszíni tömörség adott víztartalomnál:
T{\displaystyle _{rE}}% = 100 - Φ * {\displaystyle D_{m}}
ahol: Φ = Proctor-vizsgálat G{\displaystyle _{sz}}=constans modelljében az alakváltozás és a dinamikus tömörségi fok lineáris összefüggésének meredeksége (0,365 +/-0,02)

D{\displaystyle _{m}}= Deformációs mutató, értéke D{\displaystyle _{m}}=(ΣΔ{\displaystyle _{ij}}(3i+j))/18

ahol i=0-5 és j=1-3 és Δi =s{\displaystyle _{ij}} – s{\displaystyle _{ij+1}}
Az elmélet a Proctor vizsgálat elemzéséből levezette és elsőként publikálta Subert-Phong-Imre Magyarországról. A kistárcsás könnyű ejtősúlyos készülék (SP-LFWD) alkalmas ennek az elméletnek a használatára, külső mérési helyszínen, azonnali eredménnyel.
A B&C (Bearing capacity & Compactness tester) berendezés „2in1” azaz egy időben egyszerre méri a dinamikus modulust - mint teherbírási jellemzőt és a dinamikus tömörségi fokot - mint tömörségi paramétert. Ez az első és elfogadott elmélet a minőségvizsgálati mérések közül, amelyik a leejtett súly alatti süllyedésből számítja a tömörségi fokot, nem pedig a bizonytalan sűrűségből.
Hagyományosan a tömörségi fokot a sűrűségarányból határozták meg, izotópos méréssel, kiszúró-hengerrel, vagy homokkitöltéses módszerrel mérve a térfogatot és a nedves sűrűséget. A nedves sűrűségből számították a szárazat az anyag víztartalmának ismeretében, a száraz sűrűséget a térfogat és a száraz sűrűség ismeretében. A referencia sűrűség általában legnagyobb száraz Proctor sűrűség. Napjainkban a referencia sűrűség meghatározására már nem csak a laboratóriumi Proctor vizsgálat, hanem a vibroasztalos, vibrokalapácsos vagy vibrohengeres módszerek is alkalmazhatók. Ezek miatt a körülmények miatt a viszonyítási sűrűséggel számított tömörségi fok pontossága gyenge, hibája elérheti a +/-5% is.
Hivatkozások:
ÚT 2-2.124:
https://web.archive.org/web/20110711190107/http://www.maut.hu/magyar/listaesar.html
Előadás:
http://kitt.uni-obuda.hu/mmaws/2009/eloadasok/day3/5-szekcio/004.pps Archiválva 2016. március 5-i dátummal a Wayback Machine-ben
http://www.konferenciairoda.hu/geotechnika200910/eloadasok/subert_istvan_teljesmagyar.htm%5B%5D
CWA: http://www.cen.eu/cen/Sectors/Sectors/ISSS/CEN%20Workshop%20Agreements/Documents/PublishednonICTCWAs6112009.pdf Archiválva 2011. június 26-i dátummal a Wayback Machine-ben